# Cymbopetalum mayanum
Cymbopetalum mayanum Lundell – gatunek rośliny z rodziny flaszowcowatych (Annonaceae Juss.). Występuje naturalnie w Hondurasie, Belize, Gwatemali oraz meksykańskim stanie Chiapas. 

## Morfologia
PokrójZimozielone drzewo lub krzew dorastające do 4–25 m wysokości.
LiścieMają kształt od eliptycznego do podłużnego. Mierzą 5,7–24,4 cm długości oraz 2,9–7,3 cm szerokości. Nasada liścia jest rozwarta. Liść na brzegu jest całobrzegi. Wierzchołek jest ogoniasty lub spiczasty. Ogonek liściowy jest owłosiony i dorasta do 3–5 mm długości.
KwiatyZebrane w pęczki. Rozwijają się w kątach pędów. Działki kielicha mają owalny kształt i dorastają do 3–5 mm długości. Płatki mają owalny kształt i osiągają do 13–25 mm długości. Kwiaty mają 13–25 słupków.
OwocePojedyncze. Mają podłużny kształt. Osiągają 22–35 mm długości.

## Biologia i ekologia
Rośnie w lasach. Występuje na wysokości do 1500 m n.p.m.